# Stadtverwaltung Frankfurt am Main

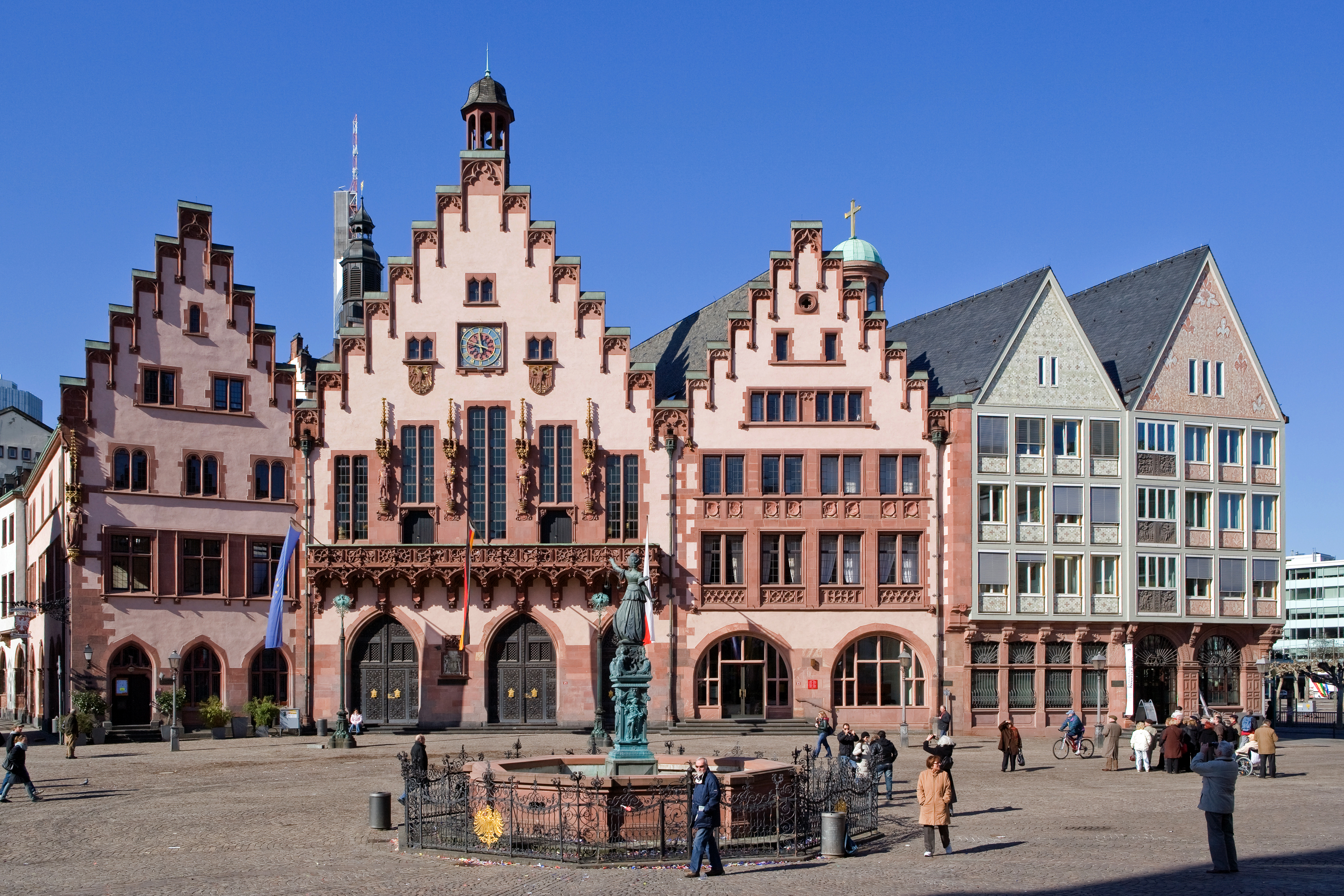
Rathaus der Stadt Frankfurt am Main

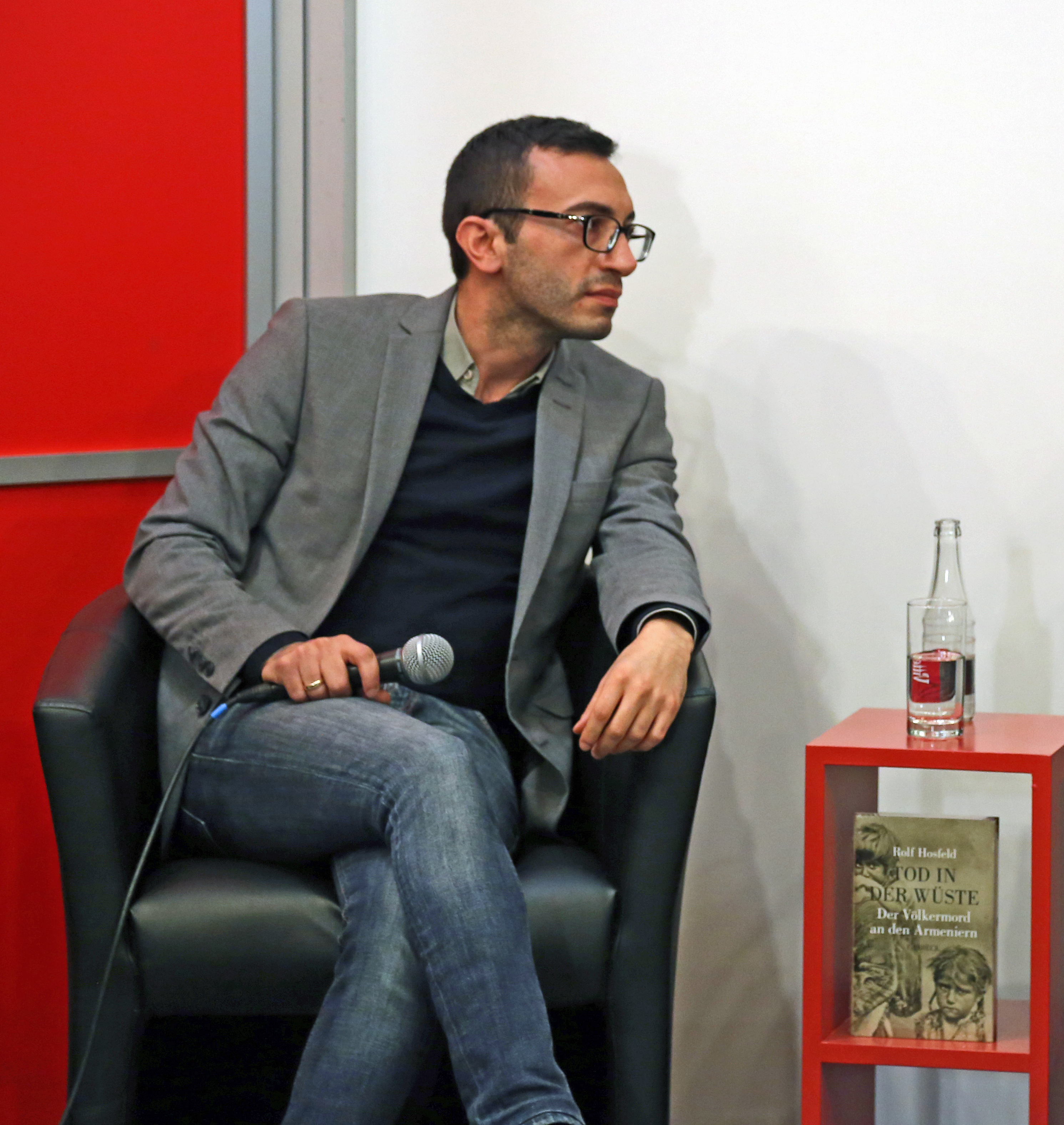
Mike Josef (SPD) ist Oberbürgermeister der Stadt Frankfurt am Main.

Die Stadtverwaltung Frankfurt am Main ist die kommunale Selbstverwaltung der hessischen Großstadt. Die Stadt Frankfurt am Main ist eine Körperschaft des öffentlichen Rechts und hat 749.596 Einwohner (31. Dezember 2023). Aufsichtsbehörde ist das Hessische Ministerium des Innern, für Sicherheit und Heimatschutz. Die Liegenschaften der Stadtverwaltung sind auf mehrere verteilt, das primäre Dienstgebäude bildet der Römer, der sich am Römerberg 23 im Stadtteil Altstadt befindet.
Die Stadtverwaltung wird vom Behördenleiter, dem Oberbürgermeister, geführt. Am 26. März 2023 wurde Mike Josef (SPD) zum Oberbürgermeister von Frankfurt am Main gewählt. Das Amt des Oberbürgermeisters führt Mike Josef seit dem 11. Mai 2023 aus.

## Hoheitszeichen
Als Hoheitszeichen führt die Stadt Frankfurt am Main ein Dienstsiegel, ein Wappen und eine Flagge. Ferner verwendet die Stadt ein Logo.

Hoheitszeichen der Stadt Frankfurt am Main
Wappen
Hissflagge
Knatterflagge
Bannerflagge
Logo

## Haushaltsplan

### Öffentliche Finanzen
Die Haushaltssatzung der Stadt Frankfurt am Main vom 2. August 2023 umfasst im Haushaltsplan für das Jahr 2023 im Ergebnishaushalt ordentliche Erträge (Einnahmen) von 4.730.590.000 Euro. Dem gegenüber stehen Aufwendungen (Ausgaben) in Höhe von 4.792.910.000 Euro. Im ordentlichen Ergebnis sieht der Haushaltsplan für 2023 ein Defizit von 62.320.000 Euro vor.
Die Grundsteuer A ist mit dem Haushaltsplan 2023 – auf Grundlage der Satzung vom 12. September 2013 – auf 175 Prozent und die Grundsteuer B auf 500 Prozent festgesetzt. Die Gewerbesteuer beziffert sich auf 460 Prozent.

### Stellen
Für das Jahr 2023 sieht der Haushaltsplan der Stadt Frankfurt am Main rechnerisch 14.799,39 Bedienstete vor, davon 6.002,88 Beamte und 8.796,51 tarifliche Angestellte.

## Organisation
Verwaltungsmäßig gliedert sich die Stadtverwaltung Frankfurt am Main in zwölf Dezernate. Die Organisation der Stadtverwaltung Frankfurt am Main ist gemäß dem Organigramm wie unten stehend gegliedert.

### Dezernat I – Hauptverwaltung und Sport
- Büro des Oberbürgermeisters
- Hauptamt
- Presse- und Informationsamt
- Revisionsamt
- Stabsstelle für Fluglärmschutz
- Sportamt

### Dezernat II – Bürgermeisterin, Diversität, Antidiskriminierung und gesellschaftlicher Zusammenhalt
- Amt für Multikulturelle Angelegenheiten
- Geschäftsstelle der Kommunalen Ausländer- und Ausländerinnenvertretung in Frankfurt am Main
- Stabsstelle Antidiskriminierung

### Dezernat III – Planen und Wohnen
- Denkmalamt
- Stadtplanungsamt
- Stadtvermessungsamt
- Bauaufsicht
- Amt für Wohnungswesen

### Dezernat IV – Wirtschaft, Recht und Stadtmarketing
- Referat Datenschutz und Informationssicherheit
- Koordinierungsstelle für Aufgaben der Verwaltungsstrukturreform
- Rechtsamt
- Standesamt
- Stabsstelle Stadtmarketing
- Hafen- und Marktbetriebe der Stadt Frankfurt am Main

### Dezernat V – Dezernat für Bürger:innen, Digitales und Internationales
- Bürgeramt, Statistik und Wahlen
- Amt für Informations- und Kommunikationstechnik
- Stabsstelle Digitalisierung
- Referat für Internationale Angelegenheiten
- Koordinierungsstelle EU-Angelegenheiten
- Stabsstelle Bürger:innenbeteiligung

### Dezernat VI – Finanzen, Beteiligungen und Personal
- Personal- und Organisationsamt
- Gleichberechtigungsbüro
- Zusatzversorgungskasse
- Referat für Antikorruption und Hinweisgeberschutz
- Stadtkämmerei
- Kassen- und Steueramt
- Städtische Kliniken Frankfurt am Main Höchst

### Dezernat VII – Kultur und Wissenschaft
- Kulturamt Frankfurt am Main
- Archäologisches Museum
- Historisches Museum
- Museum für Angewandte Kunst
- Museum der Weltkulturen
- Deutsches Architekturmuseum
- Museum für Moderne Kunst
- Jüdisches Museum
- Städtische Bühnen
- Institut für Stadtgeschichte
- Zoologischer Garten Frankfurt

### Dezernat VIII – Soziales und Gesundheit
- Jugend- und Sozialamt
- Gesundheitsamt
- Kommunale Kinder-, Jugend- und Familienhilfe Frankfurt am Main
- Stabsstelle Unterbringungsmanagement und Geflüchtete
- Drogenreferat

### Dezernat IX – Ordnung, Sicherheit und Brandschutz
- Ordnungsamt
- Branddirektion
- Geschäftsstelle des Präventionsrates

### Dezernat X – Klima, Umwelt und Frauen
- Frauenreferat
- Grünflächenamt
- Palmengarten
- Umweltamt
- Klimareferat
- Stabsstelle Sauberes Frankfurt

### Dezernat XI – Bildung, Immobilien und Neues Bauen
- Amt für Bau und Immobilien
- Stadtschulamt
- Volkshochschule Frankfurt am Main
- Stadtbücherei
- Kita Frankfurt
- Frankfurter Kinderbüro

### Dezernat XII – Mobilität
- Straßenverkehrsamt
- Amt für Straßenbau und Erschließung
- Stadtentwässerung Frankfurt am Main

## Sonstiges
Die Stadt Frankfurt am Main ist eine von wenigen deutschen Städten (z. B. neben Stuttgart), die über ein eigenes Weingut verfügt.